# Tarsius supriatnai
Tarsius supriatnai (лат.) — вид приматов из семейства долгопятовых.

## Таксономия
Вид был описан в 2017 году, получив видовое название в честь биолога Ятна Суприатна, внесшего большой вклад в дело сохранения редких приматов. Вид родственен также недавно обнаруженному Tarsius spectrumgurskyae, согласно генетическим исследованиям они разошлись лишь 300 тыс. лет назад.

## Описание
Внешне очень напоминает родственный вид Tarsius spectrumgurskyae, в основном отличаясь более крупным голым пятном у основания ушей, более длинными задними конечостями, очень длинным хвостом и более длинным средним пальцем. Вес взрослой самки 104—114 г, вес самца около 135 г. Данный вид отличается уникальным голосом, отличающим его от всех остальных долгопятов.

## Распространение
Встречается на острове Сулавеси в Индонезии, населяет северо-восточную часть полуострова Минахаса.